# Jim Cifelli
Jim Cifelli (* 11. Mai 1961 in Yorktown Heights, Westchester County, New York) ist ein US-amerikanischer Jazzmusiker (Komponist, Arrangeur, Trompeter, Flügelhornist).

## Leben und Wirken
Cifelli wuchs in den Suburbs von New York City auf und zog 1989 nach Manhattan; dort war er Anfang und Mitte der 1990er Jahre Co-Leader des Uptown Jazz Orchestra, einer New Yorker Big Band. Danach gründete er sein eigenes New York Nonet, für das er von Gil Evans und Manny Albam beeinflusste Kompositionen und Arrangements schrieb. Außerdem arbeitete er zu dieser Zeit als Lehrer für Komposition. Mitglieder waren der Posaunist Pete McGuinness, Trompeter/Flügelhornist Andy Gravish, Tenorsaxophonist Joel Frahm, Alt- und Sopransaxophonist Cliff Lyons, Gitarrist Pete McCann und der Schlagzeuger Tim Horner; außerdem wirkte Cifellis Frau Barbara auf diversen Holzblasinstrumenten mit. Cifelli sieht sich in der Arbeit mit seinem Nonett weniger in der Rolle des Solisten als vielmehr in der Art, wie Duke Ellington mit seinem Klavier arbeitete und mehr die Rolle des Arrangeurs, Komponisten und Bandleaders spielt.
Anfang 1998 erschien das erste Album von  Cifellis New York Nonett; Bullet Trane auf seinem eigenen Label Short Notice Music, mit einer Interpretation von Herbie Hancocks Dolphin Dance und John Coltranes Countdown. Das zweite Album So You Say entstand 1998 und erschien beim niederländischen Label A-Records. Das dritte Album Tunnel Vision erschien 2003. Sein nächstes Projekt Groove Station, ist ein eklektischer Mix aus Jazz-, Soul- und Funk-Elementen.
Als Arrangeur nennt Cifelli Oliver Nelson, Gil Evans und Thad Jones als Haupteinflüsse; sein Werk nimmt auch Anleihen bei Art Blakeys Jazz Messengers.
Die Autoren Richard Cook und Brian Morton halten Jim Cifelli für einen beeindruckenden Arrangeur und Bandleader, dem es gelänge, sein Nonett mit der Kraft eines großen Orchesters spielen zu lassen.

## Lexikalischer Eintrag
- Richard Cook, Brian Morton: The Penguin Guide of Jazz on CD. 6. Auflage. Penguin, London 2002, ISBN 0-14-051521-6.